# エド・ロイルバック
エドワード・マービン・ロイルバック（Edward Marvin Reulbach ,1882年12月1日 - 1961年7月17日）は、主に1900～1910年代に活躍したアメリカメジャーリーグの野球選手。ポジションは投手。ミシガン州デトロイト生まれ。右投げ右打ち。ニックネームは"Big Ed"（ビッグ・エド）。1906年～1908年のシカゴ・カブスのリーグ3連覇を支えた投手の一人。当時の連勝や連続イニング無失点などのメジャーリーグ記録を次々と塗り替えた。

## 経歴

### メジャーデビューまで
1901年に18歳でノートルダム大学に入学したが、その頃には既にマイナーのミズーリバレー・リーグのセダリアという球団の選手だった（「ローソン」という偽名を使ってプレーしていたと伝えられている）。1904年には大学のシーズン奪三振記録を破り一躍有名になった。次の年の1905年、ロイルバックはバーモント大学の医学課程に進んだが、野球での彼の活躍を聞きつけたシカゴ・カブスが入団のオファーを出す。5月12日の試合を1対0で勝利したロイルバックは、オファーを受け取るとその日のうちに大勢の学生達に見送られて、ニューヨーク行きの電車に乗り込んだという。

### カブスでの活躍
ロイルバックは1905年5月16日のニューヨーク・ジャイアンツとの試合にデビュー、試合は0-4と敗れたが打たれたヒットは5本だけだった。1年目の成績は18勝14敗で、290回以上を投げ自責点はわずか46、防御率は1.42という内容だった。
それ以降ロイルバックは、1909年までの5年間をほぼ防御率1点台で投げ続け、リーグの中でも最も打ちにくい投手の一人になった。鋭いカーブを決め球にし、その投球フォームは後年のフアン・マリシャルのように足を高く上げ、ボールの出所を隠すようなフォームだったという。カブスがナショナルリーグを3連覇する間、ロイルバックは1906年から1907年にかけて、当時のメジャーリーグ記録（1900年以降）となる『17連勝』を達成する。またワールドシリーズでも1906年と1907年にそれぞれ勝ち星を挙げた。
勝率は1906年から1908年まで3年連続リーグ1位となり、1908年にはナショナルリーグ記録となる『44イニング連続無失点』を成し遂げる。同じ年の9月26日には、ブルックリン・スパーバズ（現ドジャーズ）を相手に、メジャーリーグ史上唯一となる「ダブルヘッダー2試合連続完封」をやってのけた。更に1909年には再び連勝記録を14にまで延ばした。これだけの好投を続けたロイルバックだが、勝利数や防御率でリーグ1位になったことはない。当時のカブスは殿堂入りしたモーデカイ・ブラウンを初めとしてジャック・フィースター、カール・ラングレン、オーバル・オーバーオールなど好投手がひしめき合っており、またライバルだったニューヨーク・ジャイアンツでは、大投手クリスティ・マシューソンが全盛期を迎えていたためである。
ロイルバックの快進撃は1910年に終わりを迎える。同年は12勝8敗の成績だったが、防御率はデビュー以来初めて3点台となった。彼はこの頃妻ネリーとの間に一人息子をもうけているが病気がちで、シーズン中にジフテリアにかかった息子の看病のためにチームを離れることもあった。1913年シーズンは当初から不調で、ロイルバックはシーズン途中にブルックリンにトレードに出されることになった。

### ブルックリン移籍以後
ブルックリンに移籍したロイルバックは、1913年の残りシーズンを7勝6敗、防御率2.05の成績で終え、彼がまだ充分好投できることを証明した。次の年の1914年、フェデラル・リーグ発足に伴ってブルックリンの選手達は年俸アップの運動を起こし、ロイルバックはその先頭に立った。彼自身にもフェデラル・リーグから好条件でのオファーが来ていたのだが、最初はこれを断っていた。しかしブルックリンのオーナーだったチャーリー・エベッツは、この年のオフに昇給運動の首謀者だったロイルバックを放出することを決め、ロイルバックは結局フェデラル・リーグのニューアークでプレーすることになる。
1915年のフェデラル・リーグで、ロイルバックは21勝を挙げる活躍をしたが、同年リーグが解体され再びナショナルリーグへ戻る。1916年にはボストン・ブレーブスに所属したが、翌1917年の7月にブレーブスから放出され、そのまま選手を引退した。
実はロイルバックは左目の視力が弱く遠近感がとりにくかったため、時折途方もない暴投をしたりすることもあったのだが、彼はそのことをずっとチームメイトにも明かさなかったそうである。

### 引退後
引退後のロイルバックは、病弱だった息子が1931年に亡くなった後、野球についての考察をめぐらせながら孤独な生活をしていたという。1945年には「野球におけるリーダーシップ育成計画」なる著書を世に出している。1961年にニューヨークで死去。

## 詳細情報

### 投手成績
数字の後の"*"は、記録不明箇所があることを示す。
| 登 板 | 先 発 | 投 球 回 | 勝 利 | 完 封 | 敗 戦 | 救 援 | 奪 三 振 | 被 安 打 | 被 本 塁 打 | 与 四 球 | 与 死 球 | 暴 投 | 自 責 点 | 防御率 |
| ----- | ----- | -------- | ----- | ----- | ----- | ----- | -------- | -------- | ----------- | -------- | -------- | ----- | -------- | ------ |
| 399   | 300   | 2632.1   | 182   | 40    | 106   | 13    | 1137     | 2117     | 33          | 892      | 107      | 49    | 668      | 2.28   |

### 獲得タイトル・記録
- ワールドシリーズ出場：4回（1906-1908,1910年）
- 通算防御率：2.28（歴代9位：投球回2000イニングス以上対象）
- メジャー史上唯一、ダブルヘッダーを2試合連続で完封した記録を持つ（1908年9月26日）

### 打撃成績
- 通算成績：401試合、862打数127安打、本塁打1、打点52、打率.147